# Bhartṛhari
Bhartṛhari ( Devanagari: भर्तृहरि; também romanizado como Bhartrihari; fl . c. século V d.C) foi um filósofo linguístico hindu a quem normalmente são atribuídos dois textos sânscritos influentes:
- o Trikāṇḍī (incluindo Vākyapadīya ), sobre gramática sânscrita e filosofia linguística, um texto fundamental na tradição gramatical indiana, explicando numerosas teorias sobre a palavra e a sentença, incluindo teorias que vieram a ser conhecidas sob o nome de Sphoṭa ; neste trabalho, Bhartrhari também discutiu problemas lógicos, como o paradoxo do mentiroso e um paradoxo de inominável ou insignificável que se tornou conhecido como o paradoxo de Bhartrhari, e
- o Śatakatraya, uma obra de poesia sânscrita, compreendendo três coleções de cerca de 100 estrofes cada; pode ou não ser do mesmo autor que compôs as duas obras gramaticais mencionadas.

## Obras
Trabalhos atribuídos a Bhartr-hari incluem:
- Trikāṇḍī ("três livros"), às vezes conhecido sob o título impreciso de Vakyapadiya
  - O autor escreveu os comentários ( vṛtti s) sobre os dois primeiros livros e provavelmente morreu antes que pudesse fazê-lo para o terceiro livro. O título Trikāṇḍī provavelmente não foi escolhido pelo autor, que originalmente os concebeu como obras "relativamente independentes", mas depois pensou em unificá-los.[3]
- Tripadi, também conhecido como Mahabhashya-tika ou Mahabhashya-dipika
  - Os primeiros comentaristas do texto o chamam de Tripadi, e o título Mahabhashya-dipika é conhecido apenas por um manuscrito.[4]
  - O autor provavelmente pretendia escrever um comentário sobre todo o texto, mas morreu após concluir o trabalho sobre os três padas de Maha-bhashya . O título Tripadi provavelmente foi cunhado por alguém que não seja o autor.[5]
  - A versão atualmente sobrevivente do trabalho cobre apenas os primeiros sete ahnikas do primeiro pada de Mahabhashya . É conhecido a partir de um manuscrito fragmentário.[6]
- Shabda-dhatu-samiksha, agora perdido
  - Este trabalho é atribuído a Bharthari pelos autores Kashmiri Shaivite Soma-nanda e Utpalacharya (séculos IX-X). De acordo com Utpalacharya, neste trabalho, Bharthari descreveu o conceito de pashyanti, que ele também discute no Trikandi.[7]
- Possivelmente, um comentário sobre os Mimamsa Sutras de Jaimini

A tradição também atribui várias outras obras a "Bharthari", embora a autenticidade de tais atribuições seja duvidosa. Por exemplo, a tradição identifica Bharthari, o gramático, com o poeta que compôs Subhashita-tri-shati, uma obra que contém 300 estrofes. No entanto, o número de estrofes no texto sobrevivente é muito superior a 300, o que dificulta a identificação de seu verdadeiro autor.